# OFK Petrovac
Der OFK Petrovac ist ein montenegrinischer Fußballverein aus Petrovac na moru. Der Klub trägt seine Heimspiele im 630 Zuschauer fassenden Stadion Pod Malim Brdom aus.

## Geschichte
Der 1969 gegründete Klub spielte bis zur Unabhängigkeit 2006 in der zweitklassigen Prva Crnogorska Liga, die nach der Trennung von Serbien als höchste Spielklasse fortgeführt wurde. Seitdem spielt der Verein in der ersten Liga Montenegros. In der Saison 2008/09 gewann der OFK Petrovac durch einen 1:0-Erfolg nach Verlängerung gegen den FK Lovćen Cetinje den montenegrinischen Pokal, wodurch man sich für die zweite Runde der Europa-League-Qualifikation  qualifizierte.

## Erfolge
- Montenegrinischer Pokalsieger 2009

## Europapokalbilanz
| Saison  | Wettbewerb         | Runde                  | Gegner               | Gesamt | Hin     | Rück          |
| ------- | ------------------ | ---------------------- | -------------------- | ------ | ------- | ------------- |
| 2009/10 | UEFA Europa League | 2. Qualifikationsrunde | Anorthosis Famagusta | 4:3    | 1:2 (A) | 3:1 n. V. (H) |
| 2009/10 | UEFA Europa League | 3. Qualifikationsrunde | SK Sturm Graz        | 1:7    | 1:2 (H) | 0:5 (A)       |

Gesamtbilanz: 4 Spiele, 1 Sieg, 3 Niederlagen, 5:10 Tore (Tordifferenz −5)